# Festival del Cinema di Frontiera
Il Festival Internazionale del Cinema di Frontiera è stato un festival cinematografico competitivo ideato e diretto dal regista Nello Correale e svoltosi annualmente in piazza Regina Margherita e nella Tonnara a Marzamemi dal 2000 al 2022.
(Nello Correale)

## Storia
Grazie all'interessamento di personalità come il regista Nello Correale il regista e sceneggiatore Gian Paolo Cugno e il critico cinematografico Sebastiano Gesù, il festival ha subito guadagnato il favore della critica. Dal 2000 al 2011 l'organizzazione dell'evento è stata curata da Turi Pintaldi e dal Cinecircolo "Baia delle Tortore", nel 2012 è stato lo stesso direttore artistico, Nello Correale, ad organizzare una inedita edizione itinerante. Dal 2013 il Festival viene organizzato dal Centro naturale commerciale "Marzamemi", presieduto da Barbara Fronterrè e dal Cinecircolo "Festival Internazionale del Cinema di Frontiera", coordinato da Rosita Pignanelli. Responsabili dell'organizzazione dal 2013 sono Sebastiano Diamante (Rapporti Istituzionali e Comunicazione) e Vincenzo Fallisi (Responsabile Economico). Dalla XVI edizione del 2016 è nata la sezione Frontiera del libro, diretta dall'attrice teatrale e regista Gisella Calì, un appuntamento letterario che coniuga, attraverso un ciclo di presentazioni letterarie e dibattiti con autori siciliani e nazionali,  l'enogastronomia alla letteratura. La rassegna ha ospitato scrittori nazionali e internazionali, musicisti, artisti e operatori culturali di grande fama, per una vera e propria festa della lettura e della parola.
Al festival sono intervenuti, fra gli altri, Luca Zingaretti, Jasmine Trinca, Luigi Lo Cascio, Tatti Sanguineti, Eleonora Giorgi, Donatella Finocchiaro, Laura Morante, Riccardo Scamarcio, Valeria Golino, Fabrizio Bentivoglio, Maurizio Nichetti, Franco Battiato, Carmen Consoli, Rocco Papaleo, Nina Zilli, Roy Paci. 

## Albo d'oro
- 2000 -
- 2001 - I nostri anni, regia di Daniele Gaglianone
- 2002 -
- 2003 - Marsaharillah, regia di Antonio Carnemolla - cortometraggio
- 2004 -
- 2005 - Machuca, regia di Andrés Wood
- 2006 - My Father, regia di Egidio Eronico
- 2007 -
- 2008 - Italian Dream, regia di Sandro Baldoni
- 2009 - Tulpan - La ragazza che non c'era (Tjulʹpan), regia di Sergej Dvorcevoj[2]
- 2009 - Il prossimo inverno, regia di Antonio Carnemolla - cortometraggio
- 2010 - Il concerto, regia di Radu Mihăileanu
- 2011 - Notizie dagli scavi, regia di Egidio Eronico
- 2012 -
- 2013 - No - I giorni dell'arcobaleno (No), regia di Pablo Larraín[3]
- 2014 - La gabbia dorata (La jaula de oro), regia di Diego Quemada-Diez
- 2015 - Vulcano (Ixcanul), regia di Jayro Bustamante[4]
- 2016 - Appena apro gli occhi - Canto per la libertà (À peine j'ouvre les yeux), regia di Leyla Bouzid[5]
- 2017 - La guerra dei cafoni, regia di Davide Barletti e Lorenzo Conte
- 2018 - La Mélodie, regia di Rachid Hami
- 2019 - Ex aequo: Il segreto della miniera (Rudar), regia di Hanna Slak; La famosa invasione degli orsi in Sicilia, regia di Lorenzo Mattotti; Sole, regia di Carlo Sironi; Santa subito, regia di Alessandro Piva; Sea-Watch 3, regia di Jonas Schreijag e Nadia Kailouli
- 2020 - Nour, regia di Maurizio Zaccaro
- 2021 - Europa, regia di Haider Rashid
- 2022 -